# 刈和野郵便局
刈和野郵便局（かりわのゆうびんきょく）は、秋田県大仙市刈和野にある郵便局。民営化前の分類では集配特定郵便局であった。

## 概要
住所：〒019-2199 秋田県大仙市刈和野字愛宕下80-1

## 沿革
- 1872年8月4日（明治5年7月1日） - 刈和野郵便取扱所として開設[1]。
- 1875年（明治8年）1月1日 - 刈和野郵便局（五等）となる。
- 1885年（明治18年）10月1日 - 貯金取扱を開始。
- 1888年（明治21年）6月1日 - 為替取扱を開始。
- 1896年（明治29年）7月1日 - 小包郵便取扱を開始[2]。
- 1900年（明治33年）1月16日 - 刈和野郵便電信局となる。
- 1903年（明治36年）4月1日 - 通信官署官制の施行に伴い刈和野郵便局となる。
- 1911年（明治44年）9月21日 - 電話通話事務を開始[3]。
- 1920年（大正9年）8月16日 - 電話交換業務および電話加入者の託送電報取扱を開始[4]。
- 1949年（昭和24年）11月1日 - 刈和野電報取扱所の廃止に伴い、取扱事務を承継[5]。
- 1957年（昭和32年）2月5日 - 土川郵便局から電話交換事務の取扱を移管[6]。
- 1971年（昭和46年）6月23日 - 電話交換業務を大曲電報電話局に移管。
- 1982年（昭和57年）10月1日 - 土川郵便局から和文電報配達事務の取扱を移管。
- 2004年（平成16年）9月6日 - 大沢郷郵便局から集配業務を移管[7]。
- 2007年（平成19年）10月1日 - 民営化に伴い、併設された郵便事業大曲支店刈和野集配センターに一部業務を移管。
- 2012年（平成24年）10月1日 - 日本郵便株式会社発足に伴い、郵便事業大曲支店刈和野集配センターを刈和野郵便局に統合。

## 取扱内容
- 郵便、印紙、ゆうパック、チルドゆうパック、内容証明、国際郵便
- 貯金、為替、振替、振込、国債、財形定額貯金
- 生命保険、バイク自賠責保険、自動車保険、がん保険、引受条件緩和型医療保険
- ゆうちょ銀行ATM
- 大仙市内の一部地域（〒019-21xx、019-22xx）の集配業務

## 周辺
- 大仙市役所 西仙北総合支所
- 大仙市立西仙北図書館
- 秋田おばこ農業協同組合西仙北支所
- マックスバリュ東北 トレーニングセンター
- マックスバリュ東北 刈和野店
- 国道13号
- 雄物川

## アクセス
- JR奥羽本線 刈和野駅から徒歩約6分
- 羽後交通バス 西仙北総合支所前停留所下車
- 秋田自動車道 西仙北SICから東へ約5km
- 駐車場あり：4台